# Superliga de Colombia 2025
La Superliga de Colombia 2025 (oficialmente y por motivos de patrocinio, Superliga BetPlay Dimayor 2025) fue la decimocuarta edición (14.ª) del torneo oficial de fútbol colombiano que enfrenta a los campeones de la temporada 2024 del fútbol colombiano en la Categoría Primera A. En este caso se enfrentaron Atlético Bucaramanga, campeón del Torneo Apertura 2024 y Atlético Nacional, campeón del Torneo Finalización 2024.
La Superliga de Colombia se disputa a dos enfrentamientos directos de ida y vuelta, entre los dos campeones de los torneos de liga organizados en el año inmediatamente anterior (en el sistema de liga colombiano existen dos campeones por año). Atlético Bucaramanga, al ser el equipo que obtuvo la mejor ubicación en la tabla de reclasificación de la temporada anterior, jugó el partido de ida como visitante y el encuentro de vuelta en condición de local. En caso de que ambos equipos empataran al término de los dos partidos de la serie, el campeón se definiría mediante tiros desde el punto penal.
Atlético Nacional fue el ganador de la serie, obteniendo su cuarto título de Superliga al vencer al Atlético Bucaramanga 4:3 por tiros desde el punto penal luego de empatar a un gol en el marcador global. Aunque la competición no otorga clasificación a torneo internacional al vencedor, Atlético Nacional obtuvo un premio económico de 670 millones de pesos colombianos por ganar la Superliga, mientras que al subcampeón Atlético Bucaramanga se le otorgaron 330 millones de pesos.

## Llave
| Bandera de Santander (Colombia) | vs. | Bandera del departamento de Antioquia |
| ------------------------------- | --- | ------------------------------------- |
| Atlético Bucaramanga 1 0 1 (3)  | vs. | Atlético Nacional 1 0 1 (4)           |

## Participantes
| Equipo               | Vía de clasificación                                       | Fecha de clasificación  | Participaciones | Última participación | Mejor desempeño              |
| -------------------- | ---------------------------------------------------------- | ----------------------- | --------------- | -------------------- | ---------------------------- |
| Atlético Bucaramanga | Campeón del Torneo Apertura 2024 (1.er título de Liga)     | 15 de junio de 2024     | Debutante       | Debutante            | Debutante                    |
| Atlético Nacional    | Campeón del Torneo Finalización 2024 (18.° título de Liga) | 22 de diciembre de 2024 | 7               | 2023                 | Campeón en 2012, 2016 y 2023 |

## Sedes
| Medellín                  | Bucaramanga               |
| ------------------------- | ------------------------- |
| Estadio Atanasio Girardot | Estadio Américo Montanini |
| Capacidad: 46 000         | Capacidad: 28 000         |
|                           |                           |

## Partidos

### Partido de ida
| 1     | POR   | David Ospina        | 21' |
| 20    | DEF   | Joan Castro         | 46' |
| 3     | DEF   | Juan Felipe Aguirre |     |
| 16    | DEF   | William Tesillo     |     |
| 17    | DEF   | Andrés Salazar      |     |
| 21    | MED   | Jorman Campuzano    | 71' |
| 8     | MED   | Mateus Uribe        | 46' |
| 27    | MED   | Dairon Asprilla     |     |
| 29    | MED   | Andrés Sarmiento    | 46' |
| 10    | MED   | Edwin Cardona       |     |
| 19    | DEL   | Kevin Viveros       |     |
| D. T. | D. T. | Javier Gandolfi     |     |

| 1     | POR   | Aldair Quintana   |     |
| 19    | DEF   | Aldair Gutiérrez  |     |
| 23    | DEF   | Carlos Romaña     |     |
| 2     | DEF   | Jefferson Mena    |     |
| 29    | DEF   | Carlos Henao      |     |
| 8     | DEF   | Fredy Hinestroza  |     |
| 20    | MED   | Aldair Zárate     | 72' |
| 22    | MED   | Fabry Castro      |     |
| 28    | MED   | Leonardo Flores   | 80' |
| 10    | DEL   | Fabián Sambueza   | 80' |
| 9     | DEL   | Andrés Ponce      | 54' |
| D. T. | D. T. | Gustavo Florentín |     |

| 15 | POR | Harlen Castillo    | 21' |
| 80 | MED | Juan Manuel Zapata | 46' |
| 6  | DEF | Andrés Román       | 46' |
| 11 | DEL | Billy Arce         | 46' |
| 13 | DEF | Camilo Cándido     | 71' |

| 7  | MED | Kevin Londoño   | 54' |
| 70 | DEL | Frank Castañeda | 72' |
| 5  | MED | Larry Vásquez   | 80' |
| 11 | DEL | Jhon Vásquez    | 80' |

| 60' | Dairon Asprilla | 1:1 |

| 4' | Fabry Castro | 0:1 |

| 58' · 67' · 68' · 88' | Billy Arce Juan Pablo Aguirre Jorman Campuzano Edwin Cardona |

| 30' · 45+1' · 45+2' · 50' | Andrés Ponce Fredy Hinestroza Aldair Zárate Aldair Quintana |

| 45+7' | Fredy Hinestroza |

| Principal  | Diego Ruiz       |
| Asistentes | John Aguilar     |
|            | Yair Padilla     |
| Cuarto     | Mauricio Mercado |

| VAR            | Luis Trujillo   |
| Asistentes VAR | Juan Pablo Alba |

|  |                    |       |       |
|  | Tiros              | 28    | 5     |
|  | Tiros a puerta     | 10    | 3     |
|  | Faltas             | 10    | 12    |
|  | Saques de esquina  | 12    | 0     |
|  | Fueras de juego    | 0     | 3     |
|  | Posesión del balón | 74,3% | 25,7% |

| 1     | POR   | David Ospina        | 21' |
| 20    | DEF   | Joan Castro         | 46' |
| 3     | DEF   | Juan Felipe Aguirre |     |
| 16    | DEF   | William Tesillo     |     |
| 17    | DEF   | Andrés Salazar      |     |
| 21    | MED   | Jorman Campuzano    | 71' |
| 8     | MED   | Mateus Uribe        | 46' |
| 27    | MED   | Dairon Asprilla     |     |
| 29    | MED   | Andrés Sarmiento    | 46' |
| 10    | MED   | Edwin Cardona       |     |
| 19    | DEL   | Kevin Viveros       |     |
| D. T. | D. T. | Javier Gandolfi     |     |

| 1     | POR   | Aldair Quintana   |     |
| 19    | DEF   | Aldair Gutiérrez  |     |
| 23    | DEF   | Carlos Romaña     |     |
| 2     | DEF   | Jefferson Mena    |     |
| 29    | DEF   | Carlos Henao      |     |
| 8     | DEF   | Fredy Hinestroza  |     |
| 20    | MED   | Aldair Zárate     | 72' |
| 22    | MED   | Fabry Castro      |     |
| 28    | MED   | Leonardo Flores   | 80' |
| 10    | DEL   | Fabián Sambueza   | 80' |
| 9     | DEL   | Andrés Ponce      | 54' |
| D. T. | D. T. | Gustavo Florentín |     |

| 15 | POR | Harlen Castillo    | 21' |
| 80 | MED | Juan Manuel Zapata | 46' |
| 6  | DEF | Andrés Román       | 46' |
| 11 | DEL | Billy Arce         | 46' |
| 13 | DEF | Camilo Cándido     | 71' |

| 7  | MED | Kevin Londoño   | 54' |
| 70 | DEL | Frank Castañeda | 72' |
| 5  | MED | Larry Vásquez   | 80' |
| 11 | DEL | Jhon Vásquez    | 80' |

| 60' | Dairon Asprilla | 1:1 |

| 4' | Fabry Castro | 0:1 |

| 58' · 67' · 68' · 88' | Billy Arce Juan Pablo Aguirre Jorman Campuzano Edwin Cardona |

| 30' · 45+1' · 45+2' · 50' | Andrés Ponce Fredy Hinestroza Aldair Zárate Aldair Quintana |

| 45+7' | Fredy Hinestroza |

| Principal  | Diego Ruiz       |
| Asistentes | John Aguilar     |
|            | Yair Padilla     |
| Cuarto     | Mauricio Mercado |

| VAR            | Luis Trujillo   |
| Asistentes VAR | Juan Pablo Alba |

|  |                    |       |       |
|  | Tiros              | 28    | 5     |
|  | Tiros a puerta     | 10    | 3     |
|  | Faltas             | 10    | 12    |
|  | Saques de esquina  | 12    | 0     |
|  | Fueras de juego    | 0     | 3     |
|  | Posesión del balón | 74,3% | 25,7% |

| 1     | POR   | David Ospina        | 21' |
| 20    | DEF   | Joan Castro         | 46' |
| 3     | DEF   | Juan Felipe Aguirre |     |
| 16    | DEF   | William Tesillo     |     |
| 17    | DEF   | Andrés Salazar      |     |
| 21    | MED   | Jorman Campuzano    | 71' |
| 8     | MED   | Mateus Uribe        | 46' |
| 27    | MED   | Dairon Asprilla     |     |
| 29    | MED   | Andrés Sarmiento    | 46' |
| 10    | MED   | Edwin Cardona       |     |
| 19    | DEL   | Kevin Viveros       |     |
| D. T. | D. T. | Javier Gandolfi     |     |

| 1     | POR   | Aldair Quintana   |     |
| 19    | DEF   | Aldair Gutiérrez  |     |
| 23    | DEF   | Carlos Romaña     |     |
| 2     | DEF   | Jefferson Mena    |     |
| 29    | DEF   | Carlos Henao      |     |
| 8     | DEF   | Fredy Hinestroza  |     |
| 20    | MED   | Aldair Zárate     | 72' |
| 22    | MED   | Fabry Castro      |     |
| 28    | MED   | Leonardo Flores   | 80' |
| 10    | DEL   | Fabián Sambueza   | 80' |
| 9     | DEL   | Andrés Ponce      | 54' |
| D. T. | D. T. | Gustavo Florentín |     |

| 15 | POR | Harlen Castillo    | 21' |
| 80 | MED | Juan Manuel Zapata | 46' |
| 6  | DEF | Andrés Román       | 46' |
| 11 | DEL | Billy Arce         | 46' |
| 13 | DEF | Camilo Cándido     | 71' |

| 7  | MED | Kevin Londoño   | 54' |
| 70 | DEL | Frank Castañeda | 72' |
| 5  | MED | Larry Vásquez   | 80' |
| 11 | DEL | Jhon Vásquez    | 80' |

| 60' | Dairon Asprilla | 1:1 |

| 4' | Fabry Castro | 0:1 |

| 58' · 67' · 68' · 88' | Billy Arce Juan Pablo Aguirre Jorman Campuzano Edwin Cardona |

| 30' · 45+1' · 45+2' · 50' | Andrés Ponce Fredy Hinestroza Aldair Zárate Aldair Quintana |

| 45+7' | Fredy Hinestroza |

| Principal  | Diego Ruiz       |
| Asistentes | John Aguilar     |
|            | Yair Padilla     |
| Cuarto     | Mauricio Mercado |

| VAR            | Luis Trujillo   |
| Asistentes VAR | Juan Pablo Alba |

|  |                    |       |       |
|  | Tiros              | 28    | 5     |
|  | Tiros a puerta     | 10    | 3     |
|  | Faltas             | 10    | 12    |
|  | Saques de esquina  | 12    | 0     |
|  | Fueras de juego    | 0     | 3     |
|  | Posesión del balón | 74,3% | 25,7% |

| 1     | POR   | David Ospina        | 21' |
| 20    | DEF   | Joan Castro         | 46' |
| 3     | DEF   | Juan Felipe Aguirre |     |
| 16    | DEF   | William Tesillo     |     |
| 17    | DEF   | Andrés Salazar      |     |
| 21    | MED   | Jorman Campuzano    | 71' |
| 8     | MED   | Mateus Uribe        | 46' |
| 27    | MED   | Dairon Asprilla     |     |
| 29    | MED   | Andrés Sarmiento    | 46' |
| 10    | MED   | Edwin Cardona       |     |
| 19    | DEL   | Kevin Viveros       |     |
| D. T. | D. T. | Javier Gandolfi     |     |

| 1     | POR   | Aldair Quintana   |     |
| 19    | DEF   | Aldair Gutiérrez  |     |
| 23    | DEF   | Carlos Romaña     |     |
| 2     | DEF   | Jefferson Mena    |     |
| 29    | DEF   | Carlos Henao      |     |
| 8     | DEF   | Fredy Hinestroza  |     |
| 20    | MED   | Aldair Zárate     | 72' |
| 22    | MED   | Fabry Castro      |     |
| 28    | MED   | Leonardo Flores   | 80' |
| 10    | DEL   | Fabián Sambueza   | 80' |
| 9     | DEL   | Andrés Ponce      | 54' |
| D. T. | D. T. | Gustavo Florentín |     |

| 15 | POR | Harlen Castillo    | 21' |
| 80 | MED | Juan Manuel Zapata | 46' |
| 6  | DEF | Andrés Román       | 46' |
| 11 | DEL | Billy Arce         | 46' |
| 13 | DEF | Camilo Cándido     | 71' |

| 7  | MED | Kevin Londoño   | 54' |
| 70 | DEL | Frank Castañeda | 72' |
| 5  | MED | Larry Vásquez   | 80' |
| 11 | DEL | Jhon Vásquez    | 80' |

| 60' | Dairon Asprilla | 1:1 |

| 4' | Fabry Castro | 0:1 |

| 58' · 67' · 68' · 88' | Billy Arce Juan Pablo Aguirre Jorman Campuzano Edwin Cardona |

| 30' · 45+1' · 45+2' · 50' | Andrés Ponce Fredy Hinestroza Aldair Zárate Aldair Quintana |

| 45+7' | Fredy Hinestroza |

| Principal  | Diego Ruiz       |
| Asistentes | John Aguilar     |
|            | Yair Padilla     |
| Cuarto     | Mauricio Mercado |

| VAR            | Luis Trujillo   |
| Asistentes VAR | Juan Pablo Alba |

|  |                    |       |       |
|  | Tiros              | 28    | 5     |
|  | Tiros a puerta     | 10    | 3     |
|  | Faltas             | 10    | 12    |
|  | Saques de esquina  | 12    | 0     |
|  | Fueras de juego    | 0     | 3     |
|  | Posesión del balón | 74,3% | 25,7% |

### Partido de vuelta
| 1     | POR   | Aldair Quintana   |       |
| 19    | DEF   | Aldair Gutiérrez  |       |
| 23    | DEF   | Carlos Romaña     |       |
| 2     | DEF   | Jefferson Mena    |       |
| 29    | DEF   | Carlos Henao      |       |
| 6     | DEF   | Santiago Jiménez  |       |
| 20    | MED   | Aldair Zárate     | 90+5' |
| 22    | MED   | Fabry Castro      |       |
| 28    | MED   | Leonardo Flores   | 79'   |
| 10    | DEL   | Fabián Sambueza   |       |
| 27    | DEL   | Luciano Pons      | 71'   |
| D. T. | D. T. | Gustavo Florentín |       |

| 15    | POR   | Harlen Castillo     |     |
| 6     | DEF   | Andrés Román        |     |
| 3     | DEF   | Juan Felipe Aguirre |     |
| 16    | DEF   | William Tesillo     |     |
| 17    | DEF   | Andrés Salazar      | 58' |
| 21    | MED   | Jorman Campuzano    | 70' |
| 80    | MED   | Juan Manuel Zapata  |     |
| 27    | MED   | Dairon Asprilla     | 58' |
| 10    | MED   | Edwin Cardona       |     |
| 18    | MED   | Marino Hinestroza   |     |
| 9     | DEL   | Alfredo Morelos     | 70' |
| D. T. | D. T. | Javier Gandolfi     |     |

| 9  | DEL | Andrés Ponce    | 71'   |
| 70 | DEL | Frank Castañeda | 79'   |
| 25 | DEF | Cristián Zapata | 90+5' |

| 11 | DEL | Billy Arce     | 58' |
| 13 | DEF | Camilo Cándido | 58' |
| 8  | MED | Mateus Uribe   | 70' |
| 19 | DEL | Kevin Viveros  | 70' |

| 0 | 0 | 0 |

| 0 | 0 | 0 |

| Fallo de penal · Acierto de penal · Acierto de penal · Acierto de penal · Fallo de penal | Carlos Henao Jefferson Mena Fabián Sambueza Fabry Castro Frank Castañeda | 0-0 1-1 2-2 3-2 3-3 |

| Acierto de penal · Acierto de penal · Fallo de penal · Acierto de penal · Acierto de penal | Edwin Cardona William Tesillo Juan Manuel Zapata Mateus Uribe Marino Hinestroza | 0-1 1-2 2-2 3-3 3-4 |

| 9' · 64' · 68' · 86' | Carlos Henao Santiago Jiménez Jefferson Mena Fabián Sambueza |

| 13' · 29' · 45+1' · 57' · 90+1' | Alfredo Morelos Andrés Salazar Marino Hinestroza Jorman Campuzano Kevin Viveros |

| 21' | Aldair Gutiérrez |

| Principal  | Carlos Ortega |
| Asistentes | David Fuentes |
|            | Jorge Sanna   |
| Cuarto     | Luis Delgado  |

| VAR            | Heider Castro     |
| Asistentes VAR | Lisandro Castillo |

|  |                    |       |       |
|  | Tiros              | 4     | 17    |
|  | Tiros a puerta     | 3     | 3     |
|  | Faltas             | 12    | 7     |
|  | Saques de esquina  | 3     | 4     |
|  | Fueras de juego    | 3     | 2     |
|  | Posesión del balón | 34,2% | 65,8% |

| 1     | POR   | Aldair Quintana   |       |
| 19    | DEF   | Aldair Gutiérrez  |       |
| 23    | DEF   | Carlos Romaña     |       |
| 2     | DEF   | Jefferson Mena    |       |
| 29    | DEF   | Carlos Henao      |       |
| 6     | DEF   | Santiago Jiménez  |       |
| 20    | MED   | Aldair Zárate     | 90+5' |
| 22    | MED   | Fabry Castro      |       |
| 28    | MED   | Leonardo Flores   | 79'   |
| 10    | DEL   | Fabián Sambueza   |       |
| 27    | DEL   | Luciano Pons      | 71'   |
| D. T. | D. T. | Gustavo Florentín |       |

| 15    | POR   | Harlen Castillo     |     |
| 6     | DEF   | Andrés Román        |     |
| 3     | DEF   | Juan Felipe Aguirre |     |
| 16    | DEF   | William Tesillo     |     |
| 17    | DEF   | Andrés Salazar      | 58' |
| 21    | MED   | Jorman Campuzano    | 70' |
| 80    | MED   | Juan Manuel Zapata  |     |
| 27    | MED   | Dairon Asprilla     | 58' |
| 10    | MED   | Edwin Cardona       |     |
| 18    | MED   | Marino Hinestroza   |     |
| 9     | DEL   | Alfredo Morelos     | 70' |
| D. T. | D. T. | Javier Gandolfi     |     |

| 9  | DEL | Andrés Ponce    | 71'   |
| 70 | DEL | Frank Castañeda | 79'   |
| 25 | DEF | Cristián Zapata | 90+5' |

| 11 | DEL | Billy Arce     | 58' |
| 13 | DEF | Camilo Cándido | 58' |
| 8  | MED | Mateus Uribe   | 70' |
| 19 | DEL | Kevin Viveros  | 70' |

| 0 | 0 | 0 |

| 0 | 0 | 0 |

| Fallo de penal · Acierto de penal · Acierto de penal · Acierto de penal · Fallo de penal | Carlos Henao Jefferson Mena Fabián Sambueza Fabry Castro Frank Castañeda | 0-0 1-1 2-2 3-2 3-3 |

| Acierto de penal · Acierto de penal · Fallo de penal · Acierto de penal · Acierto de penal | Edwin Cardona William Tesillo Juan Manuel Zapata Mateus Uribe Marino Hinestroza | 0-1 1-2 2-2 3-3 3-4 |

| 9' · 64' · 68' · 86' | Carlos Henao Santiago Jiménez Jefferson Mena Fabián Sambueza |

| 13' · 29' · 45+1' · 57' · 90+1' | Alfredo Morelos Andrés Salazar Marino Hinestroza Jorman Campuzano Kevin Viveros |

| 21' | Aldair Gutiérrez |

| Principal  | Carlos Ortega |
| Asistentes | David Fuentes |
|            | Jorge Sanna   |
| Cuarto     | Luis Delgado  |

| VAR            | Heider Castro     |
| Asistentes VAR | Lisandro Castillo |

|  |                    |       |       |
|  | Tiros              | 4     | 17    |
|  | Tiros a puerta     | 3     | 3     |
|  | Faltas             | 12    | 7     |
|  | Saques de esquina  | 3     | 4     |
|  | Fueras de juego    | 3     | 2     |
|  | Posesión del balón | 34,2% | 65,8% |

| 1     | POR   | Aldair Quintana   |       |
| 19    | DEF   | Aldair Gutiérrez  |       |
| 23    | DEF   | Carlos Romaña     |       |
| 2     | DEF   | Jefferson Mena    |       |
| 29    | DEF   | Carlos Henao      |       |
| 6     | DEF   | Santiago Jiménez  |       |
| 20    | MED   | Aldair Zárate     | 90+5' |
| 22    | MED   | Fabry Castro      |       |
| 28    | MED   | Leonardo Flores   | 79'   |
| 10    | DEL   | Fabián Sambueza   |       |
| 27    | DEL   | Luciano Pons      | 71'   |
| D. T. | D. T. | Gustavo Florentín |       |

| 15    | POR   | Harlen Castillo     |     |
| 6     | DEF   | Andrés Román        |     |
| 3     | DEF   | Juan Felipe Aguirre |     |
| 16    | DEF   | William Tesillo     |     |
| 17    | DEF   | Andrés Salazar      | 58' |
| 21    | MED   | Jorman Campuzano    | 70' |
| 80    | MED   | Juan Manuel Zapata  |     |
| 27    | MED   | Dairon Asprilla     | 58' |
| 10    | MED   | Edwin Cardona       |     |
| 18    | MED   | Marino Hinestroza   |     |
| 9     | DEL   | Alfredo Morelos     | 70' |
| D. T. | D. T. | Javier Gandolfi     |     |

| 9  | DEL | Andrés Ponce    | 71'   |
| 70 | DEL | Frank Castañeda | 79'   |
| 25 | DEF | Cristián Zapata | 90+5' |

| 11 | DEL | Billy Arce     | 58' |
| 13 | DEF | Camilo Cándido | 58' |
| 8  | MED | Mateus Uribe   | 70' |
| 19 | DEL | Kevin Viveros  | 70' |

| 0 | 0 | 0 |

| 0 | 0 | 0 |

| Fallo de penal · Acierto de penal · Acierto de penal · Acierto de penal · Fallo de penal | Carlos Henao Jefferson Mena Fabián Sambueza Fabry Castro Frank Castañeda | 0-0 1-1 2-2 3-2 3-3 |

| Acierto de penal · Acierto de penal · Fallo de penal · Acierto de penal · Acierto de penal | Edwin Cardona William Tesillo Juan Manuel Zapata Mateus Uribe Marino Hinestroza | 0-1 1-2 2-2 3-3 3-4 |

| 9' · 64' · 68' · 86' | Carlos Henao Santiago Jiménez Jefferson Mena Fabián Sambueza |

| 13' · 29' · 45+1' · 57' · 90+1' | Alfredo Morelos Andrés Salazar Marino Hinestroza Jorman Campuzano Kevin Viveros |

| 21' | Aldair Gutiérrez |

| Principal  | Carlos Ortega |
| Asistentes | David Fuentes |
|            | Jorge Sanna   |
| Cuarto     | Luis Delgado  |

| VAR            | Heider Castro     |
| Asistentes VAR | Lisandro Castillo |

|  |                    |       |       |
|  | Tiros              | 4     | 17    |
|  | Tiros a puerta     | 3     | 3     |
|  | Faltas             | 12    | 7     |
|  | Saques de esquina  | 3     | 4     |
|  | Fueras de juego    | 3     | 2     |
|  | Posesión del balón | 34,2% | 65,8% |

| 1     | POR   | Aldair Quintana   |       |
| 19    | DEF   | Aldair Gutiérrez  |       |
| 23    | DEF   | Carlos Romaña     |       |
| 2     | DEF   | Jefferson Mena    |       |
| 29    | DEF   | Carlos Henao      |       |
| 6     | DEF   | Santiago Jiménez  |       |
| 20    | MED   | Aldair Zárate     | 90+5' |
| 22    | MED   | Fabry Castro      |       |
| 28    | MED   | Leonardo Flores   | 79'   |
| 10    | DEL   | Fabián Sambueza   |       |
| 27    | DEL   | Luciano Pons      | 71'   |
| D. T. | D. T. | Gustavo Florentín |       |

| 15    | POR   | Harlen Castillo     |     |
| 6     | DEF   | Andrés Román        |     |
| 3     | DEF   | Juan Felipe Aguirre |     |
| 16    | DEF   | William Tesillo     |     |
| 17    | DEF   | Andrés Salazar      | 58' |
| 21    | MED   | Jorman Campuzano    | 70' |
| 80    | MED   | Juan Manuel Zapata  |     |
| 27    | MED   | Dairon Asprilla     | 58' |
| 10    | MED   | Edwin Cardona       |     |
| 18    | MED   | Marino Hinestroza   |     |
| 9     | DEL   | Alfredo Morelos     | 70' |
| D. T. | D. T. | Javier Gandolfi     |     |

| 9  | DEL | Andrés Ponce    | 71'   |
| 70 | DEL | Frank Castañeda | 79'   |
| 25 | DEF | Cristián Zapata | 90+5' |

| 11 | DEL | Billy Arce     | 58' |
| 13 | DEF | Camilo Cándido | 58' |
| 8  | MED | Mateus Uribe   | 70' |
| 19 | DEL | Kevin Viveros  | 70' |

| 0 | 0 | 0 |

| 0 | 0 | 0 |

| Fallo de penal · Acierto de penal · Acierto de penal · Acierto de penal · Fallo de penal | Carlos Henao Jefferson Mena Fabián Sambueza Fabry Castro Frank Castañeda | 0-0 1-1 2-2 3-2 3-3 |

| Acierto de penal · Acierto de penal · Fallo de penal · Acierto de penal · Acierto de penal | Edwin Cardona William Tesillo Juan Manuel Zapata Mateus Uribe Marino Hinestroza | 0-1 1-2 2-2 3-3 3-4 |

| 9' · 64' · 68' · 86' | Carlos Henao Santiago Jiménez Jefferson Mena Fabián Sambueza |

| 13' · 29' · 45+1' · 57' · 90+1' | Alfredo Morelos Andrés Salazar Marino Hinestroza Jorman Campuzano Kevin Viveros |

| 21' | Aldair Gutiérrez |

| Principal  | Carlos Ortega |
| Asistentes | David Fuentes |
|            | Jorge Sanna   |
| Cuarto     | Luis Delgado  |

| VAR            | Heider Castro     |
| Asistentes VAR | Lisandro Castillo |

|  |                    |       |       |
|  | Tiros              | 4     | 17    |
|  | Tiros a puerta     | 3     | 3     |
|  | Faltas             | 12    | 7     |
|  | Saques de esquina  | 3     | 4     |
|  | Fueras de juego    | 3     | 2     |
|  | Posesión del balón | 34,2% | 65,8% |

## Campeón
|                                      |
| Bandera de Colombia                  |
| Campeón Atlético Nacional 4.º título |